# Kryniczka (Ukraina)
Kryniczka (ukr. Кринички, Krynyczky) – wieś na Ukrainie, w obwodzie rówieńskim, w rejonie rówieńskim, w hromadzie Hoszcza. W 2001 liczyła 169 mieszkańców, spośród których 166 wskazało jako ojczysty język ukraiński, a 3 rosyjski.
W okresie międzywojennym wieś znajdowała się w granicach II RP, wchodząc w skład gminy Tuczyn w powiecie rówieńskim, w województwie wołyńskim.